# Opava (meteorit)

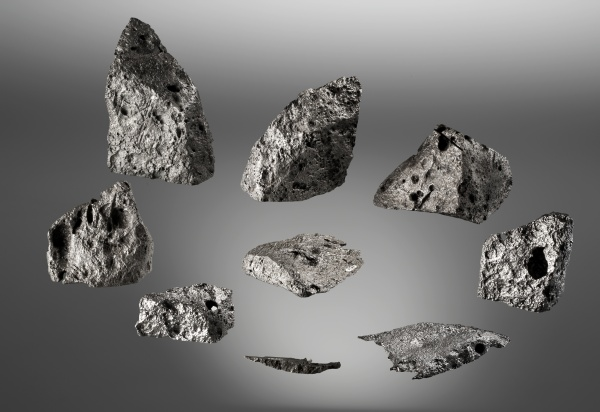
Části meteoritu Opava

Železné meteority z Opavy-Kylešovic jsou kusy železného meteoritu, nalezené v roce 1925 v Opavě-Kylešovicích a jsou součástí sbírkového fondu Slezského zemského muzea.

## Popis
Ve sbírkách Slezského zemského muzea se nachází světový unikát – devět kusů železných meteoritů, nalezených v roce 1925 v Lundwallově cihelně v Opavě-Kylešovicích při těžbě hlíny na severním svahu kylešovického kopce. Původně měly všechny opavské meteority červenohnědou až rezavě hnědou povrchovou kůru, která se od nich snadno lupenitě odlučovala. Kůra vznikla při průletu želez atmosférou, složená byla z hydroxidů železa a místy byla až 0,5 cm silná. Tvar meteoritů je nepravidelně klínovitý, deskovitý až polyedrický. Jejich podrobný výzkum provedl mineralog Rudolf Rost. Zjistil, že s malými odchylkami mají opavské meteority toto složení: naprosto převažuje železo (94 %), následuje nikl (5,5%) a dále pak malé množství kobaltu, fosforu a síry. Rost na meteoritech studoval i tzv. Widmanstättenovy obrazce, unikátní neuspořádané struktury dlouhých železo-nikelnatých krystalů, které se v železných meteoritech nacházejí. Téměř stejné složení jednotlivých želez nasvědčuje tomu, že se jedná o úlomky jednoho tělesa. Není však prokázána jejich souvislost s nálezem železného meteoritu, který byl v polovině 19. století vyorán u Staré Bělé; ta je od opavského naleziště vzdálená asi 30 km. Původních sedm kusů meteoritů z Opavy-Kylešovic bylo během výzkumů rozděleno na několik menších fragmentů.

### Historie nálezu, uložení
Pozoruhodné jsou především nálezové okolnosti – meteoritická železa ležela v okruhu nepřesahujícím průměr zhruba 20 metrů v kulturní vrstvě sídliště paleolitických lovců kultury epigravettienu, přičemž stáří lokality s pazourkovými nástroji je datováno přibližně do doby před 18 000 lety. Malý rozptyl nálezů naznačuje, že sem byly meterotity přemístěny paleolitickými lovci, otázkou ovšem zůstává, jestli byli přímými svědky pádu meteoritu, či zda jeho fragmenty sesbírali až po nějaké době.
Dělníci, kteří v červenci 1925 pracovali na odkopávce materiálu pro Lundwallovu cihelnu v Opavě-Kylešovicích, našli první kusy rezavých a nápadně těžkých kamenů zhruba pod metrovou vrstvou sprašové hlíny. O svém nálezu informovali Gustava Stumpfa ze Slezského zemského muzea, který usoudil, že by snad mohlo jít o železné meteority. Od dělníků se také dozvěděl, že bylo vykopáno více podobných předmětů, ty však už byly buď zasypány, nebo rozebrány. K prvním čtyřem železným meteoritům o celkové hmotnosti 14 kg přibyly později další tři exempláře, takže celková hmotnost nálezu přesáhla 21 kg. Nalezené meteority byly prozkoumány profesorem Karlem Köhlerem z bývalé německé reálky v Opavě a poté byly odevzdány Slezskému zemskému muzeu.
Kromě devíti zlomků meteoritů, uložených ve sbírkách Slezského zemského muzea, je několik menších fragmentů uloženo v Národním muzeu v Praze a v Moravském zemském muzeu v Brně. V rámci geologické podsbírky SZM se jedná o nejstarší bezpečně datovaný nález. V roce 2014 byly opavské meteority společně s Věstonickou venuší a hlavou Kelta ze Mšeckých Žehrovic součástí putovní výstavy „Unikáty zemských muzeí“, která se za velkého zájmu veřejnosti postupně představila v Opavě, Praze a v Brně a v roce 2015 pak i na Slovensku v Bratislavě.

## Galerie

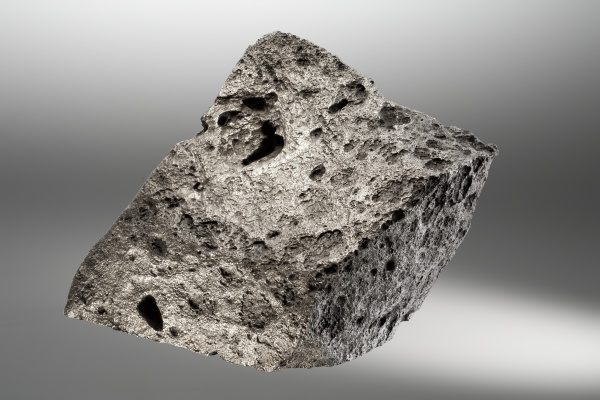
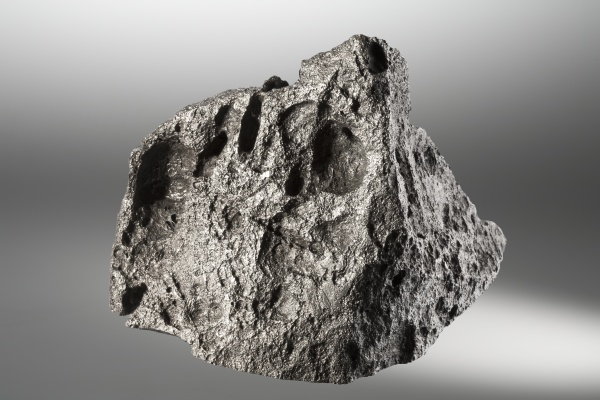
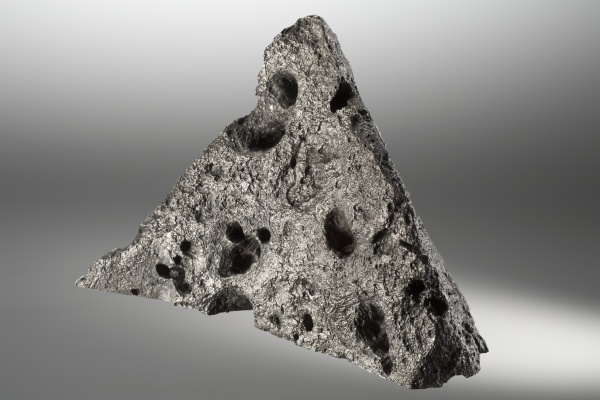
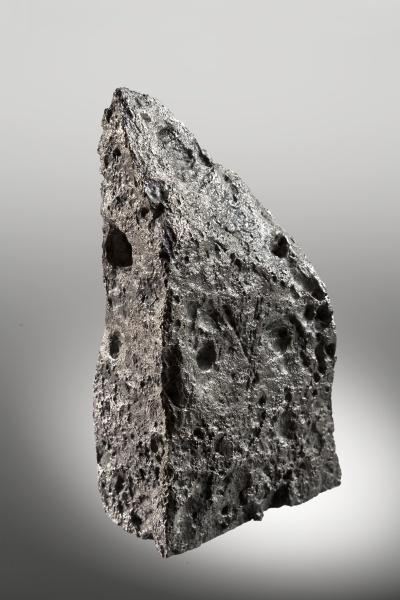
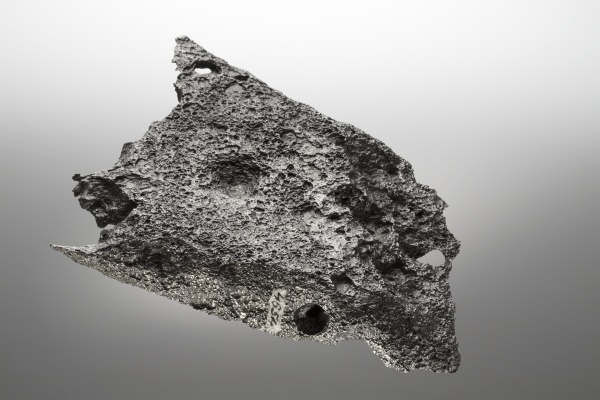